# Kaabong (district)
Kaabong is een district in het noorden van Oeganda. Het district telde in 2020 naar schatting 125.400 inwoners op een oppervlakte van 4.104 km². Het district grenst aan Kenia en aan Zuid-Soedan.
Het district is in 2005 afgesplitst van het district Kotido. Kaabong telde in 2002 379.775 inwoners. Sinds 2006 werden nieuwe districten gevormd uit Kaabong, waaronder Karenga in 2019. Het district is opgedeeld in een town council (Kaabong) en elf sub-counties.

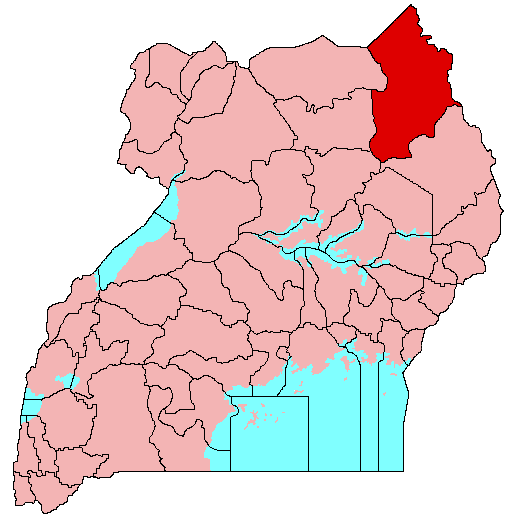
Het district Kotido voor 2006